# Wolfgang Gottfried Buchmüller
Wolfgang Gottfried Buchmüller OCist (* 26. März 1964 in Konstanz als Gottfried Buchmüller) ist ein deutsch-österreichischer Ordenspriester des Zisterzienserstiftes Heiligenkreuz und Theologe. Von 2019 bis 2023 war er Rektor der Philosophisch-Theologischen Hochschule Benedikt XVI.

## Leben
Der Sohn eines Anästhesisten und einer Grundschullehrerin legte 1983 das Abitur am Gymnasium Pfullendorf ab. Nach Grundwehrdienst studierte er von 1984 bis 1989  mittlere und neuere Kunstgeschichte, sowie frühchristliche und byzantinische Kunstgeschichte und historischen Hilfswissenschaften an der Universität München, wo er den Titel Magister Artium erwarb. 1989 trat er als Seminarist in das Priesterseminar der Erzdiözese München ein und begann das Studium der Theologie an der Universität München. 1991 trat Buchmüller in das Stift Heiligenkreuz ein, wo er den Ordensnamen Wolfgang annahm, der an Wolfgang von Regensburg erinnert. Nach Abschluss seines Theologiestudiums an der Hochschule Heiligenkreuz, weihte ihn Christoph Schönborn am 14. Juni 1996 in der Heiligenkreuzer Stiftskirche zum Priester.
Das Kaplansjahr 1996/1997 absolvierte er im Kloster Stiepel. 1997 begann er ein Doktoratsstudium an der Universität Wien, das er mit der Promotion zum Dr. theol. bei Josef Weismayer am 16. Jänner 2001 abschloss. In Grub war von 2000 bis 2002 Kirchenrektor. Seit 2001 ist er Dozent/Professor für Spirituelle Theologie und Ordensgeschichte an der Hochschule Heiligenkreuz, wo er 2015–2019 ebenso als Forschungsdekan wirkte. 2015 wurde er für das Fach Spirituelle Theologie an der Katholisch-Theologischen Fakultät der Universität Wien habilitiert. Seit 2017 leitet Buchmüller den Lizentiatstudiengang „Spiritualität und Evangelisation“. Im September 2021 erhielt er die österreichische Staatsbürgerschaft. 2019 wurde er als Nachfolger von Karl Wallner Rektor der Philosophisch-Theologischen Hochschule Benedikt XVI.
Während Buchmüllers Rektorat wuchs die Zahl der Studierenden von knapp 310 (SS 2019) auf 345 (WS 2022/2023). 2019 implementierte er ein zusätzliches Lizentiatsstudienprogramm mit dem Schwerpunkt „Monastische Ordensstudien“ in den Vorlesungsbetrieb, sowie weitere Initiativen zur Förderung wissenschaftlicher Standards an der Hochschule. Im September 2022 eröffnete Buchmüller den Neubau „Pater-Anastasius-Janos-Brenner-Haus“ als Studentenheim und Zentrum für Berufungssuchende.
Seine Amtszeit wurde nach vier Jahren nicht verlängert; während seines Rektorats wurde eine außerordentliche kanonische Visitation der Hochschule vom Vatikan einberufen und durch den Kanzler der Erzdiözese Wien, Gerald Gruber, und Innsbrucker Kirchenrechtler Wilhelm Rees durchgeführt. Nachfolger wurde Wolfgang Klausnitzer, der erste Nichtzisterzienser in diesem Amt.
Buchmüllers wissenschaftlicher Schwerpunkt ist die kritische Edition der Schriften Isaaks von Stella.

## Publikationen (Auswahl)
- Die Affektenlehre Joachim von Sandrarts und ihre Quellen. Eine Studie zu seinem literarischen und bildkünstlerischem Werk. Magisterarbeit im Fach Kunstgeschichte. München 1989.
- Wilhelm von Saint-Thierry als Lehrmeister monastischen und geistlichem Lebens. Magisterarbeit im Fach Theologie. Wien 1996.
- Die Askese der Liebe, Aelred von Rievaulx und die Grundlinien seiner Spiritualität (= Quellen und Studien zur Zisterzienserliteratur. Band 4) Bernardus-Verlag, Langwaden 2001, ISBN 3-934551-36-X (zugleich Dissertation, Wien 2001).
- als Herausgeber: Von der Freude, sich Gott zu nähern. Beiträge zur cisterciensischen Spiritualität. Be & Be, Heiligenkreuz 2010, ISBN 3-902694-11-4.
- als Herausgeber mit Bernardin Schellenberger: Ein Lied, das froh im Herzen jubelt. Texte der spirituellen Erfahrung der frühen Zisterzienser. Be & Be, Heiligenkreuz 2010, ISBN 3-902694-07-6.
- Karl Steiner (1902-1981), Ein Künstler als Visionär, Von der Avantgarde zur prophetischen Moderne. Heiligenkreuz 2011. Be & Be, Heiligenkreuz 2011, ISBN 3-902694-34-3.
- Guerric von Igny, Worte von Feuer, Mystagogische Ansprachen. EOS, St. Ottilien 2012, ISBN 978-3-8306-7551-8.
- mit Bernhard Kohout-Berghammer: Isaak von Stella: Sermones = Predigten. Lateinisch/Deutsch (= Fontes Christiani. Zweisprachige Neuausgabe christlicher Quellentexte aus Altertum und Mittelalter. Band 52).
  - Sermones. Teilbd. 1, ISBN 3-451-30961-0.
  - Sermones. Teilbd. 2, ISBN 3-451-30962-9.
  - Sermones. Teilbd. 3, ISBN 3-451-30963-7.
- Ruhen im Geist: Charismatische Phänomene in der Kontroverse. Danielis-Verlag, Jestetten 2012, ISBN 978-3-936004-09-0.
- als Herausgeber: Christliche Mystik im Spannungsfeld der antiken und mittelalterlichen Philosophie. Internationale Fachtagung an der Phil.-Theol. Hochschule Benedikt XVI. Heiligenkreuz am 22. und 23. März 2013. Be & Be, Heiligenkreuz 2015, ISBN 3-902694-63-7.
- Isaak von Étoile, Monastische Theologie im Dialog mit dem Neo-Platonismus des 12. Jahrhunderts (=Beiträge zur Geschichte der Philosophie und Theologie des Mittelalters. Neue Folge. Band 80). Aschendorff Verlag, Münster 2016, ISBN 978-3-402-10291-6. (zugleich Habilitationsschrift, Wien 2015).
- als Herausgeber mit Hanna-Barbara Gerl-Falkovitz:  Europa eine Seele geben (= Ambo. Jahrbuch der Hochschule Heiligenkreuz. Band 1) Be & Be, Heiligenkreuz 2016, ISBN 978-3-903118-05-8.